# Erika Müller
Erika Müller, szwajcarska curlerka, mistrzyni świata.
Zespół Müller z Curling Club Bern wygrał po raz pierwszy mistrzostwo kraju w 1982. Na MŚ Szwajcarki zajęły 7. miejsce. Rok później awansowały tylko z jedną przegraną do fazy play-off. W półfinale zrewanżowały się 12:10 Szwedkom (Anneli Burman) i w finale wysoko (18:3) pokonały Norwegię (Eva Vanvik).
Pod koniec tego samego roku Szwajcaria pod przewodnictwem Müller zajęła 3. miejsce w ME, w małym finale zespół z Berna pokonał 7:6 Szkotki (Isobel Torrance Junior). W 1984 Müller nie udało się przejść kwalifikacji krajowych jednak powróciła na MŚ 1985. Tam zespół wygrał Round Robin lecz poniósł porażkę w półfinale ze Szkocją (Isobel Torrance Junior) i ostatecznie Szwajcarki po zwycięstwie 6:4 nad Szwedkami (Inga Arfwidsson) uplasowały się na najniższym stopniu podium.
Zespoły Eriki Müller wystąpiły jeszcze na MŚ w 1986 i 1988, uplasowały się wówczas na 6. miejscach. W 1997 Müller jako rezerwowa w drużynie Grazielli Grichting była obecna na ME, lecz nie zagrała w żadnym spotkaniu. 
Jako seniorka Müller reprezentowała Szwajcarię na pierwszych MŚ Seniorów. Jej zespół po porażce 3:9 z Kanadą (Anne Dunn) w finale wywalczył srebrne medale. Podczas późniejszych występów w 2012 i 2013 zajęła 6. i 5. miejsce.
W latach 1995–1997 i na MŚ 2006 była trenerem kobiecej reprezentacji kraju. Na ME 1996 Szwajcarki uzyskały tytuł mistrzyń.

## Drużyna
|           | Czwarta        | Trzecia          | Druga              | Otwierająca           |
| --------- | -------------- | ---------------- | ------------------ | --------------------- |
| 2012/2013 | Erika Müller   | Barbara Gurini   | Cristina Lestander | Anna Müller           |
| 2011/2012 | Chantal Forrer | Erika Müller     | Rita Joller        | Ursula Miller         |
| 2001/2002 | Erika Müller   | Barbara Becher   | Annie Morell       | Anne Marie Schuepbach |
| 1987/1988 | Erika Müller   | Brigitte Kienast | Susanne Luchsinger | Regula Rüegg          |
| 1985/1986 | Erika Müller   | Irene Bürgi      | Barbara Meier      | Cristina Lestander    |
| 1984/1985 | Erika Müller   | Barbara Meyer    | Barbara Meier      | Franziska Jöhr        |
| 1982/1984 | Erika Müller   | Barbara Meyer    | Barbara Meier      | Cristina Wirz         |
| 1981/1982 | Erika Müller   | Barbara Meyer    | Nicole Oetliker    | Cristina Wirz         |